# هنري بيكار
هنري بيكار (بالإنجليزية: Henry Gilford Picard)‏ هو لاعب غولف أمريكي، ولد في 28 نوفمبر 1906 في بليموث في الولايات المتحدة، وتوفي في 30 أبريل 1997 في تشارلستون في الولايات المتحدة.

## وصلات خارجية
- هنري بيكار على موقع إن إن دي بي (الإنجليزية)